# Reinaldo Alderete
Reinaldo Andrés Alderete (Santa Fe, 17 gennaio 1983) è un ex calciatore argentino, di ruolo centrocampista.

## Carriera

### Club
Ha giocato nella seconda divisione argentina e nella prima divisione dei campionati argentino ed israeliano.